# قرار مجلس الأمن التابع للأمم المتحدة رقم 159
قرار مجلس الأمن التابع للأمم المتحدة رقم 159، الذي أتخذ بالإجماع في 28 سبتمبر 1960، بعد دراسة طلب جمهورية مالي للحصول على عضوية في الأمم المتحدة، وأوصى المجلس الجمعية العامة بقبول جمهورية مالي.
تم قبول مالي، إلى جانب جمهورية السنغال، تحت الاتحاد المالي بموجب القرار 139، حتى تفكك الاتحاد في 20 أغسطس 1960.